# 1438
1438 (MCDXXXVIII) var ett normalår som började en onsdag i den julianska kalendern.

## Händelser

### Januari
- Januari – Upproren i Dalarna och Värmland nedslås i och med att upprorsmännen besegras i striden mot Ingelsson.

### Mars
- 6 mars – Karl Knutsson (Bonde) lämnar rikshövitsmannaämbetet på ett möte i Arboga.

### Juni
- 25 juni – Vid ärkebiskop Olov Larssons död väljs Nils Ragvaldsson till ny svensk ärkebiskop.

### Oktober
- 5 oktober – Karl Knutsson gifter sig med Katarina Karlsdotter (Gumsehuvud).
- Oktober – Karl Knutsson väljs under kuppartade former till den nya titeln riksföreståndare.

### November
- November – Karl Knutsson håller möten i Dalarna för att kväsa den upproriska allmogen.

### Okänt datum
- Kung Erik av Pommern beger sig till Gotland.
- Danska riksrådet uppsäger Erik tro och lydnad. Man tillfrågar hans systerson, Kristofer av Bayern, om han är villig att överta kronan.
- Under året utbryter uppror i Finland.
- Franciskanerna i Lund öppnar sin lärda ordensskola, Studium Generale, vid Gråbrödraklostret.
- Magister Andreas Bondonis håller föreläsningar i Uppsala (universitetet finns ännu inte).
- Gallikanska kyrkan skapas genom pragmatiska sanktionen i Bourges.
- All Souls College vid Oxfords universitet grundas av Henrik VI av England och ärkebiskop Henry Chichele av Canterbury.

## Födda
- 5 februari – Filip II av Savojen, hertig av Savojen.

## Avlidna
- 25 juni – Olov Larsson, svensk ärkebiskop sedan 1432.
- Nang Keo Phimpha, regerande drottning av Laos.